# حمام سوسه
حمام سوسه (به عربی: حمام سوسة) یک شهر ساحلی در شمال شرقی تونس است که در استان سوسه واقع شده‌است. حمام سوسه ۴۲٬۶۹۱ نفر جمعیت دارد. رئیس‌جمهور زین‌العابدین بن‌علی و وزیر دفاع، کمال مرجان‎، در این شهر متولد شده‌اند.

## شهرهای خواهرخوانده
- ایالات متحده آمریکا: شاین، وایومینگ